# Саратовський художній музей імені Радищева
Саратовський художній музей імені Радищева (рос. Саратовский художественный музей имени А. Н. Радищева) — один з перших загальнодоступних художніх музеїв в провінційній Росії.

## Історія створення і назва

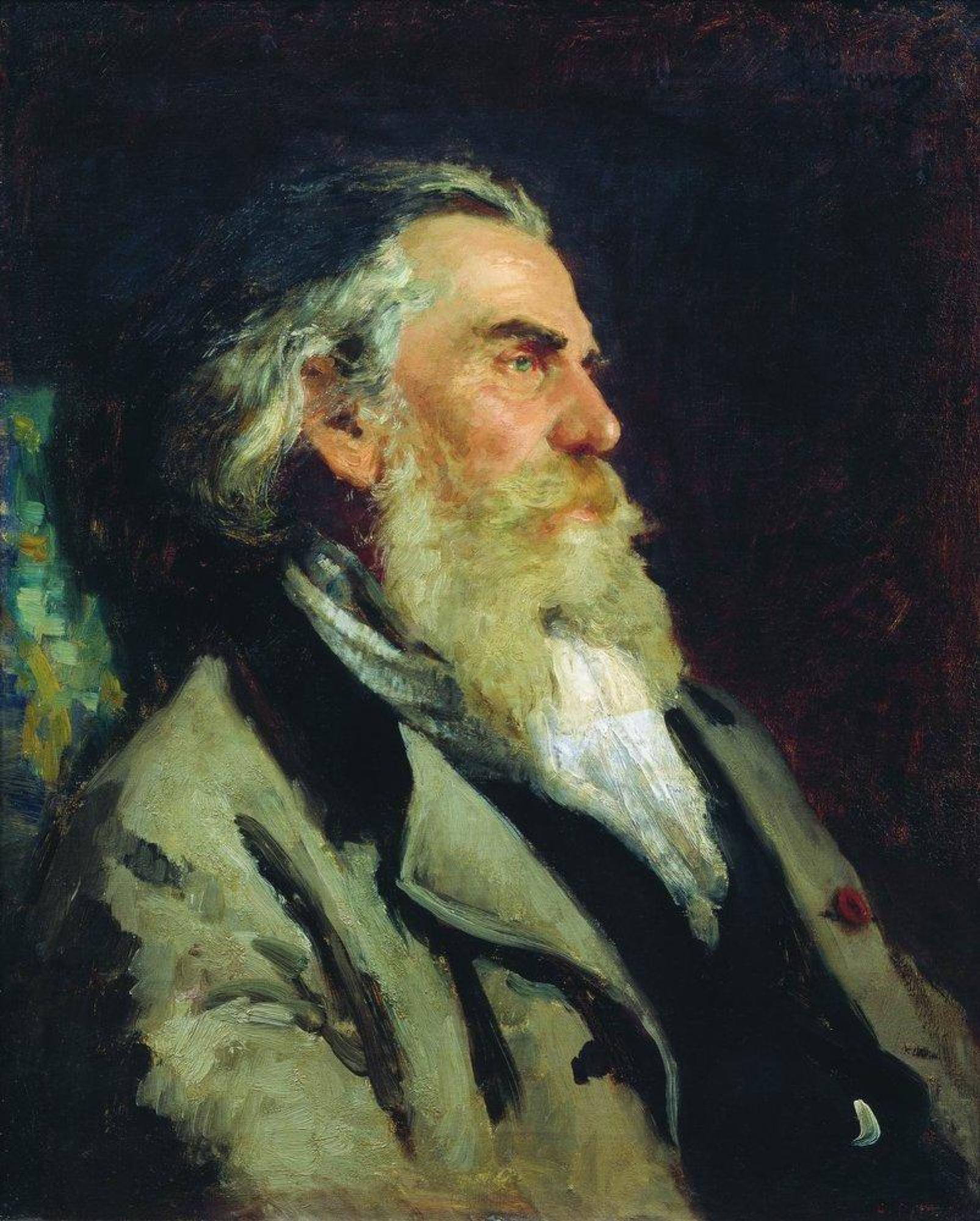
І. Ю. Рєпін, «Портрет Олексія Петровича Боголюбова»

Ініціатива створення художнього музею в провінційному місті Саратові належала художнику і морському офіцеру О. П. Боголюбову (1824–1896). Олексій Петрович підкорився панівній моді доби і робив пейзажи, малював морські краєвиди. Дворянин і нащадок роду Радищевих — на відміну від свого предка Радищева Олександра Миколайовича, (налаштованого критично до царату), ставився до російського імператора дуже лояльно і був наближений до царського двору. Як більшість осіб привілейованого стану Російської імперії, мандрував за кордоном, відвідував Париж, збирав живопис. Наприкінці 1870-х років він і надумав передати власну приватну колекцію картин в Саратов. В грудні 1877 року саратовська дума (місцевий уряд) отримала звернення від Боголюбова з пропозицією передати місту його картинну галерею. Для місцевого керівництва справа була новою, незвичною і навіть лякаючою. Адже потребувала якогось приміщення та коштів на утримання колекції. Йшли роки, але справа не рушила з місця і не вирішувалась. Обурений дворянин звернувся в саратовську думу через п'ять років з загрозою не передавати місту власну збірку, якщо питання не вирішать. Рішення таки прийняли. В травні 1883 року і відбулася фундація нової споруди під майбутній художній музей. Проект споруди створив петербурзький архітектор І. В. Штром. 29 червня 1885 року споруда художнього музею вперше відчинила двері для відвідин.
Лібералізація в країні після реформи 1861 року і скасування кріпацтва, послаблення цензури надали можливість реабілітувати ім'я його предка — Олександра Радищева, призабутого в країні і творчість якого вже не була небезпечною для уряду. Амбітний Боголюбов настояв на присвоєнні імені Радищева новоствореному музею, хоча предок-письменник не мав ніякого відношення до трьох вільних мистецтв — архітектури, скульптури і живопису.
Невеликі статки Боголюбова, що походив зі збіднілої дворянської родини, довго стримували його колекціонування. Аби виправити власний матеріальний стан, він був вимушений стати морським офіцером. Отримані кошти і були пущені на створення приватної колекції. На 1885 рік вона нараховувала декілька скульптур, 250 малюнків та акварелей, двісті дев'ятнадцять (219) картин.

## Пейзажі Боголюбова

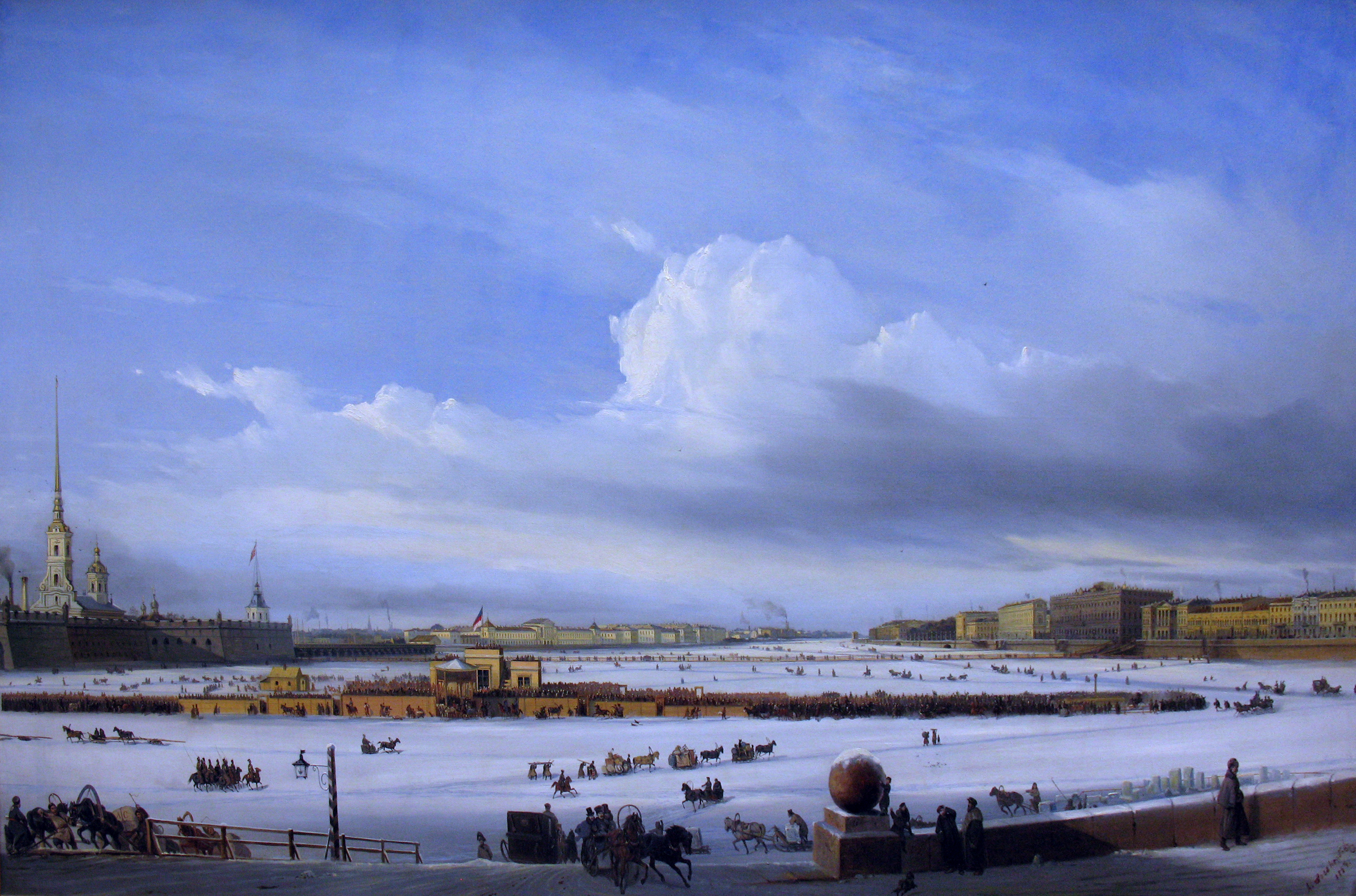
«Катання на льоду Неви взимку в Петербурзі»
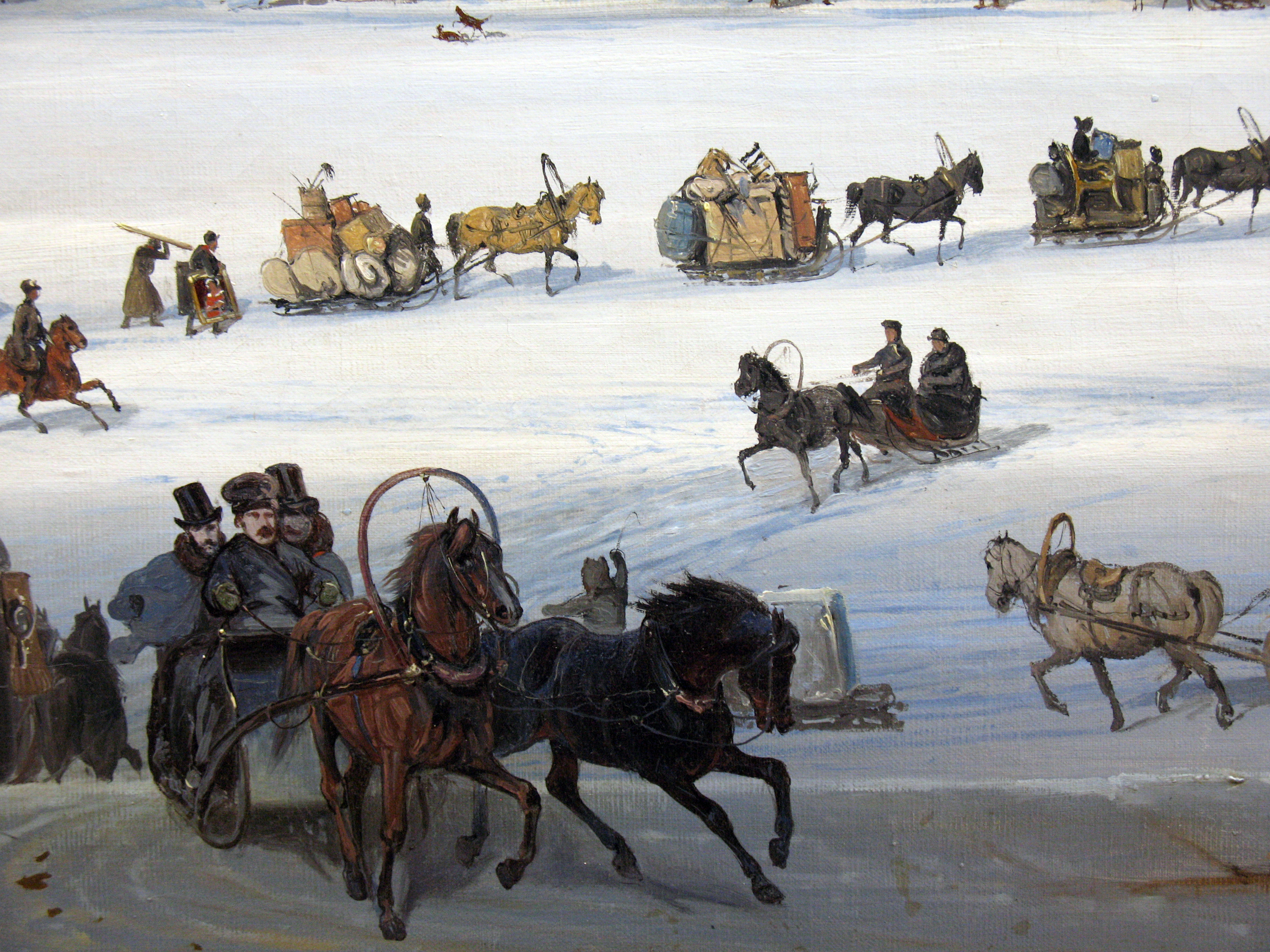
фрагмент картини «Катання на льоду Неви»
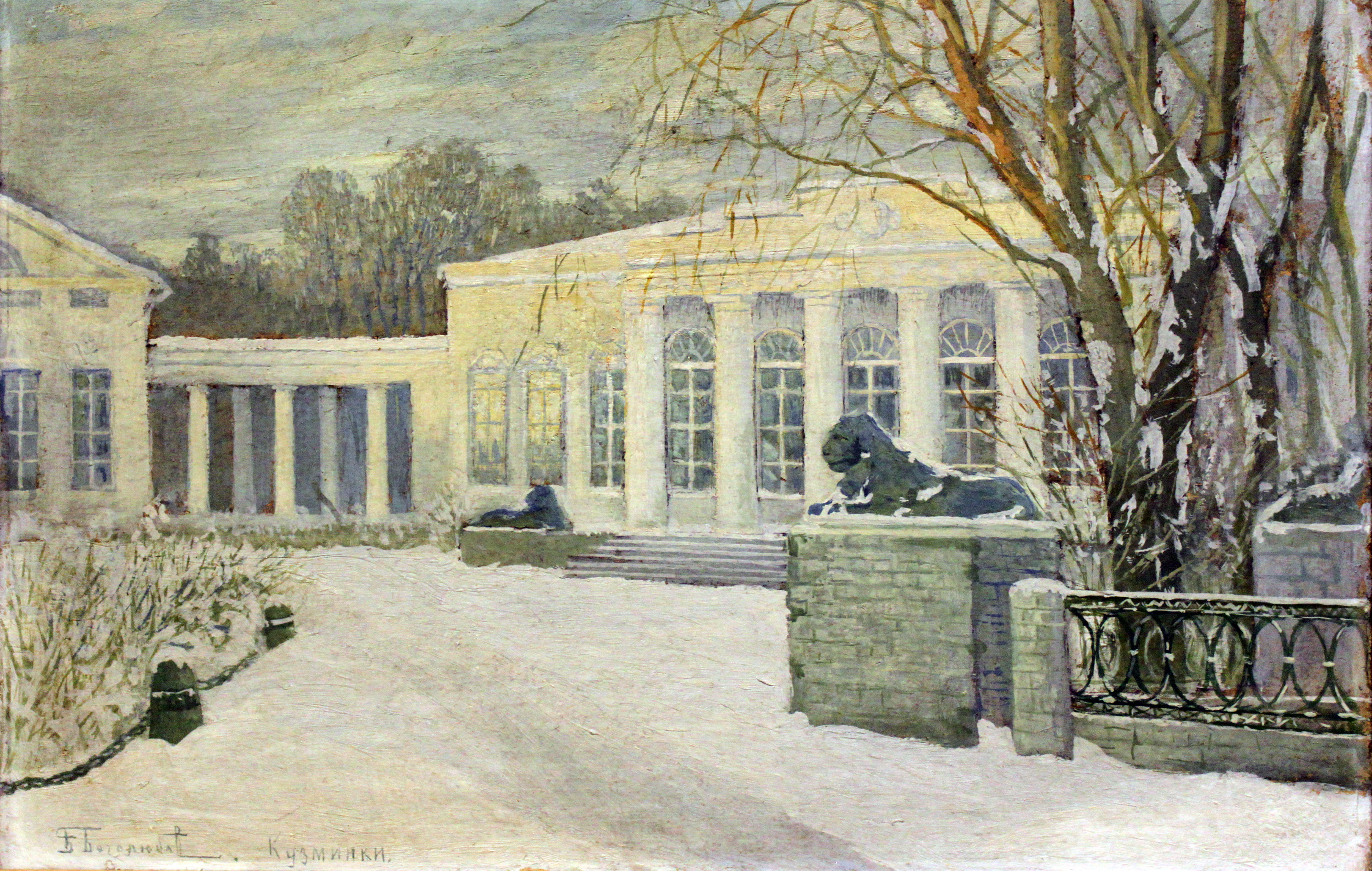
«Садиба Кузьмінки взимку. Москва»
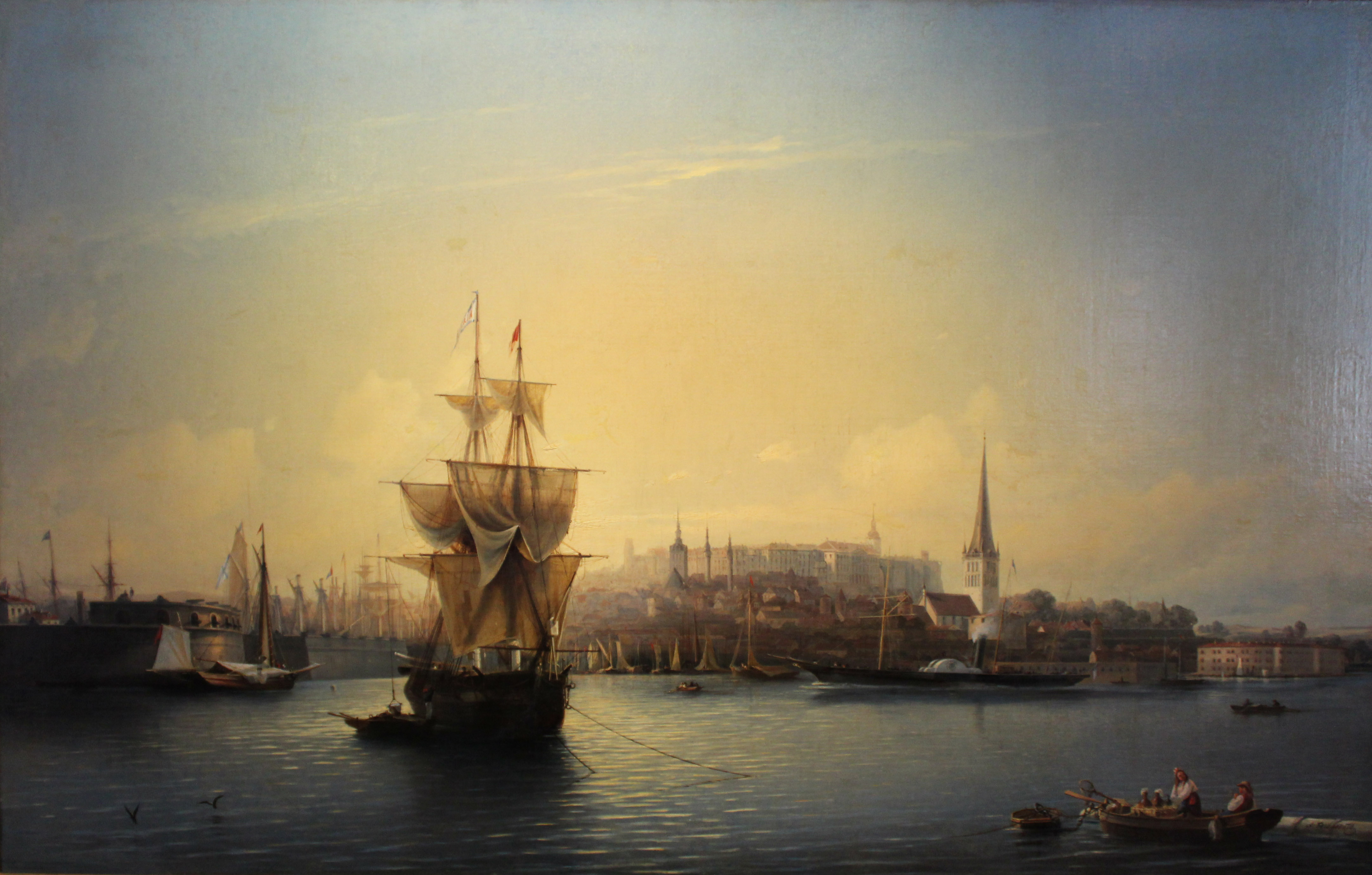
«Таллін, порт»
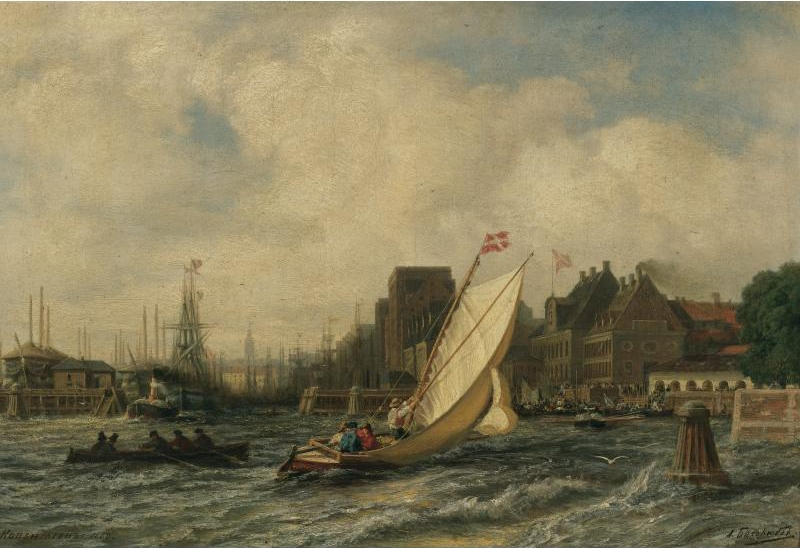
«Копенгаген Харбор»
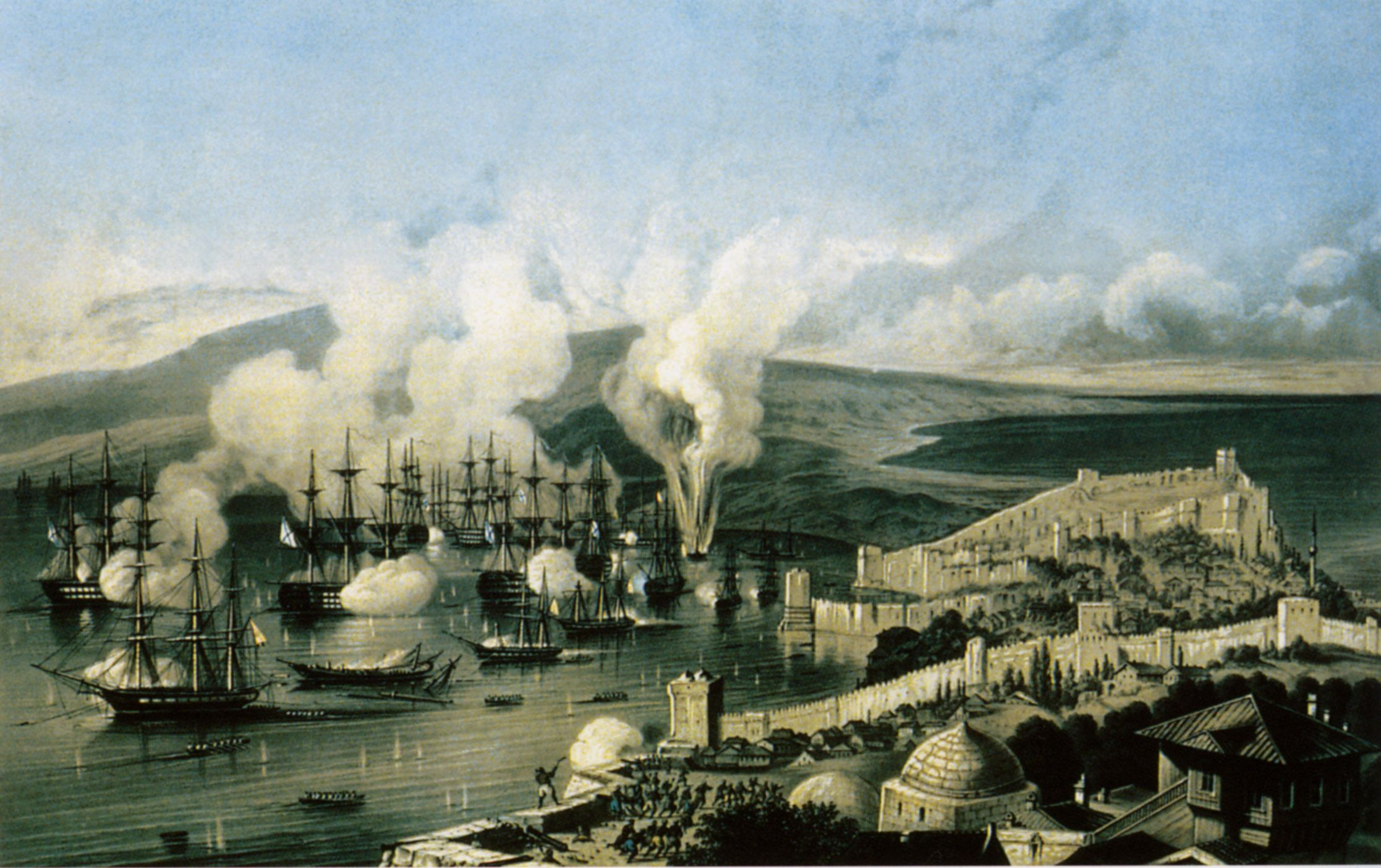
«Морська баталія в Синопі»
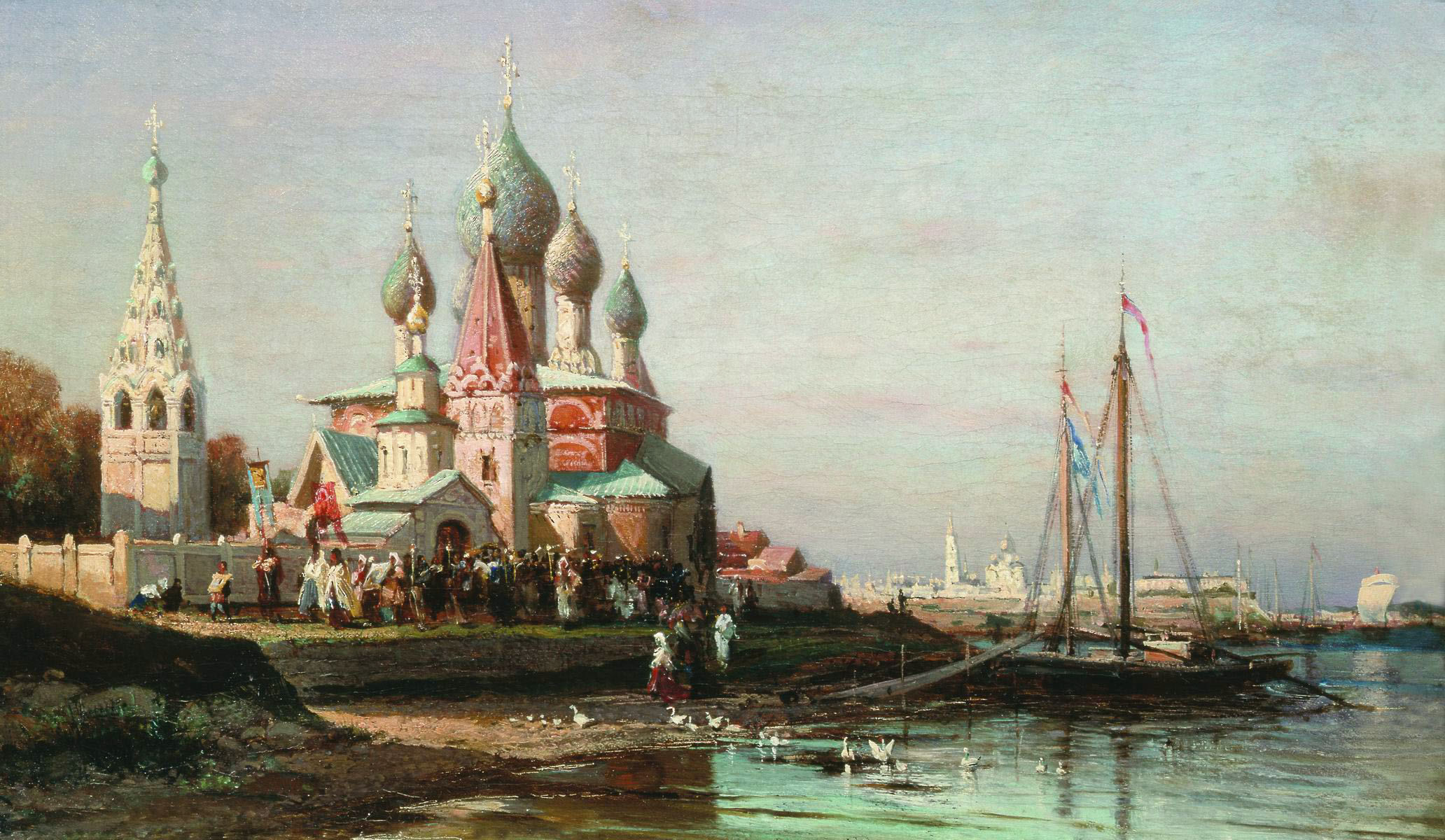
«Ярославль. Хресний хід»
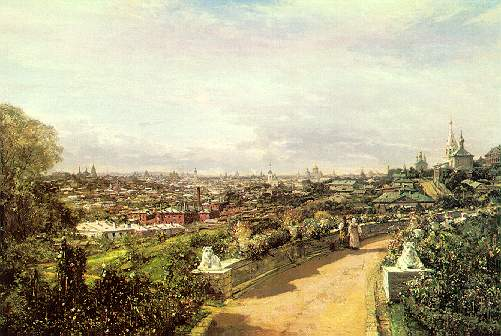
«Краєвид Москви від садиби Хлудова»
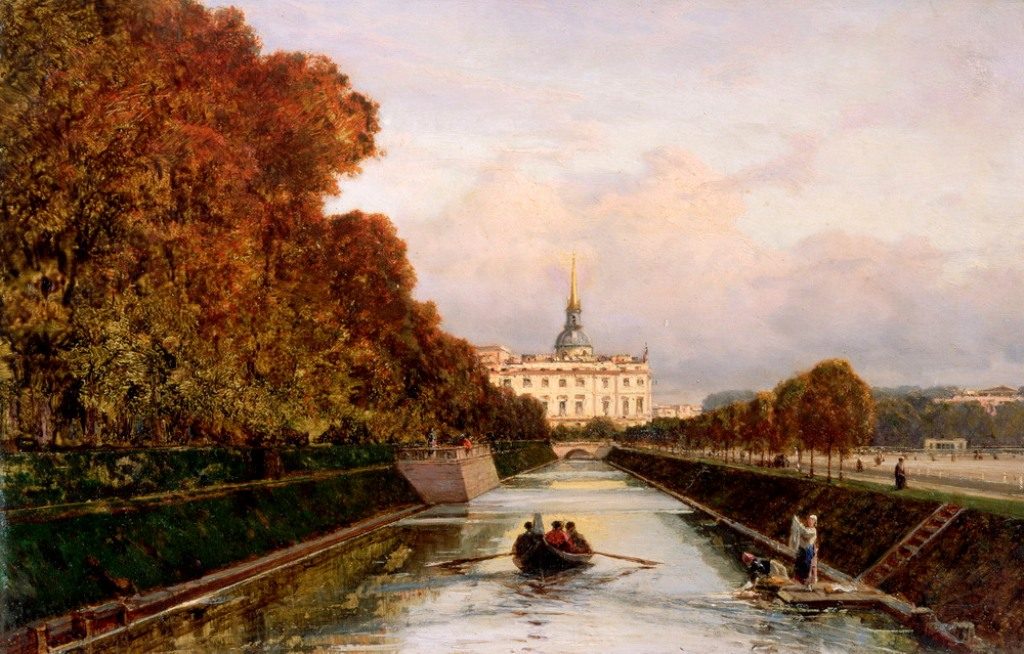
«Санкт-Петербург. Михайлівський замок»
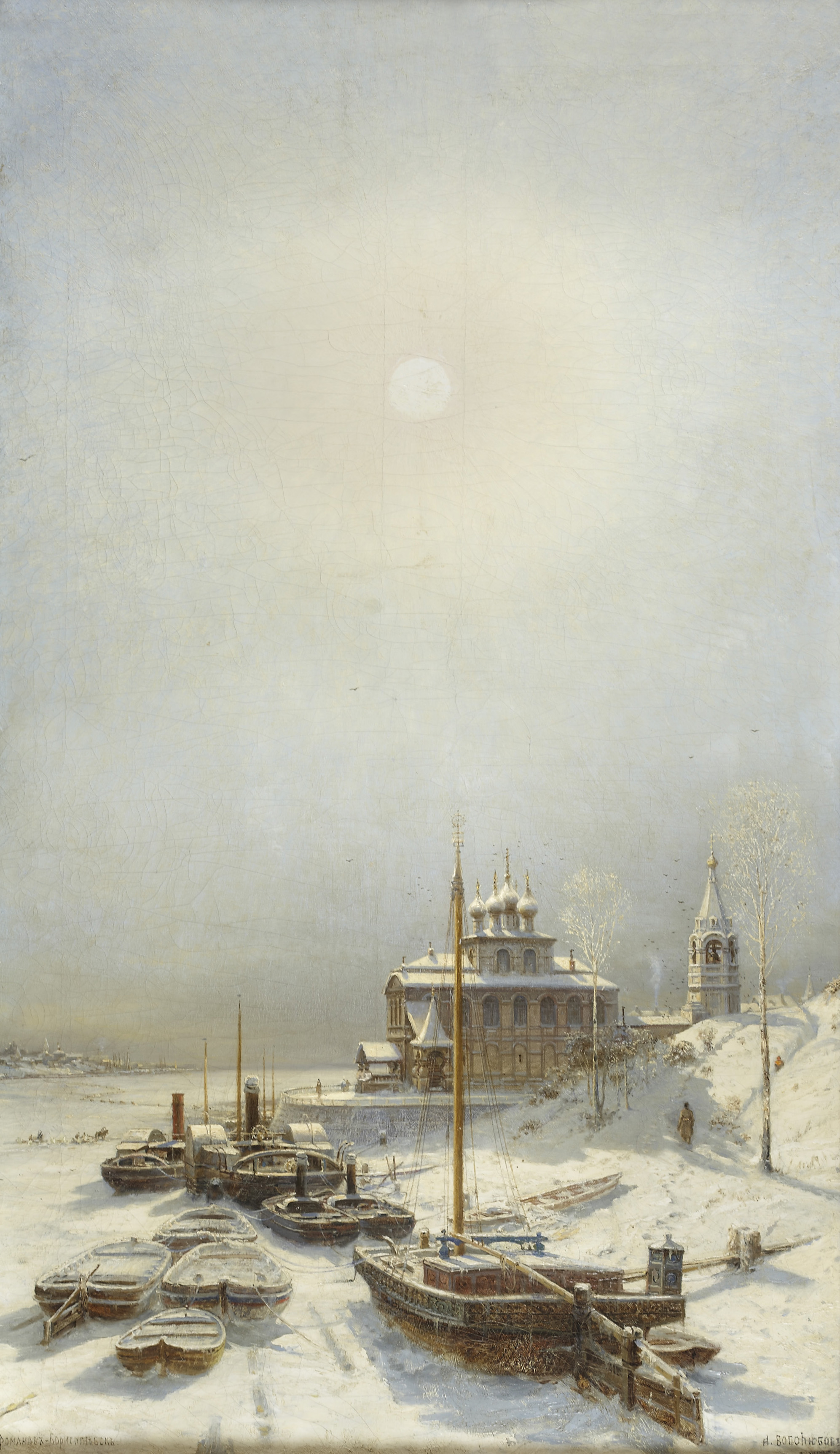
«Борисоглібськ взимку»

## Фонди до перевороту 1917р.

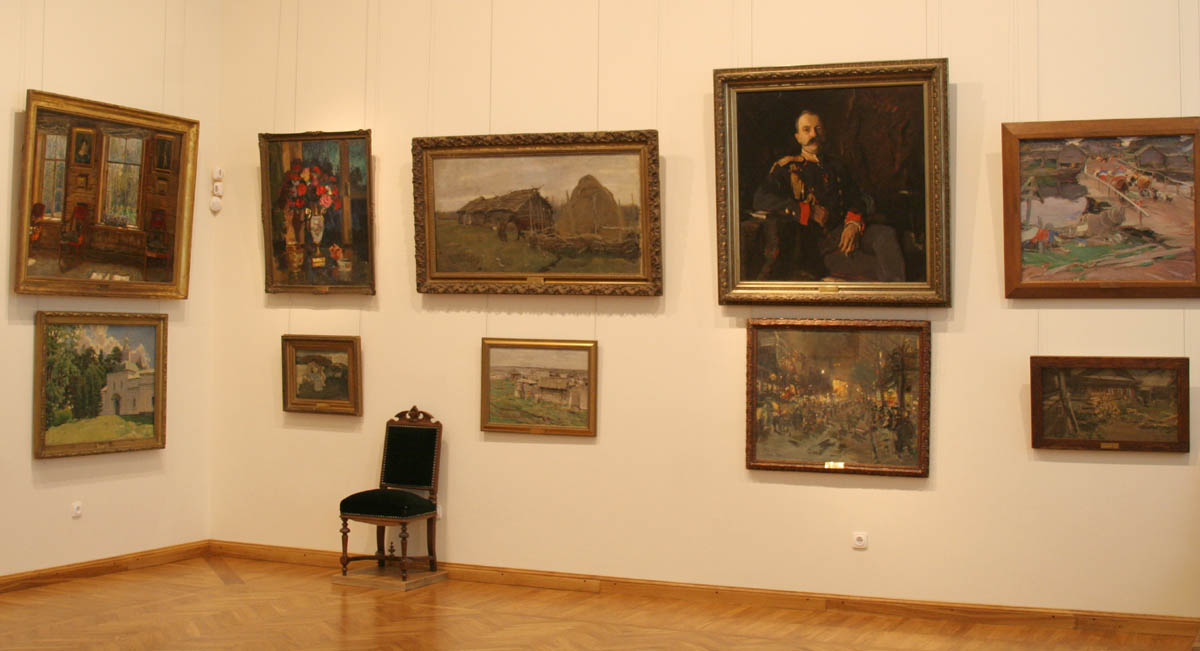
праіворуч

Олексій Петрович Боголюбов використав власну наближеність до царського двору і Імператорського Ермітажу, тому домігся права передати в новостворений музей невеликої частини картин західноєвропейських художників з кладових. Йому і передали копії та сумнівні оригінали з імператорських кладових, а також низку картин другорядних голландських художників 17 століття. Російська частина колекції була підсилена творами як самого О. П. Боголюбова, так і картинами деяких російських художників (Брюллов Карл Павлович, Полєнов Василь Дмитрович, Шишкін Іван Іванович, Рєпін Ілля Юхимович тощо). Перебування в Парижі і бурхливе мистецьке життя французької столиці мало вплинули на досить консервативні смаки О. П. Боголюбова, тому в його збірці не було картин французьких імпресіоністів, хоча цю художню систему він знав. Але декілька творів другорядних французьких пейзажистів середини 19 століття він таки придбав і передав в Саратовський художній музей. Приділяв він увагу і дюсельдорфській школі, тому в його збірках були твори німецьких майстрів Рольмана, Кнауса, братів Ахенбахів. Лише як виняток у його колекції опинились твори 18 століття.
На 1885 рік (рік відкриття музею) колекція музею мала 1963 експоната. До 1910 року кількість творів мистецтва перевищіла 5500 зразків, хоча тут не було визначних шедеврів.

## В підрадянський період

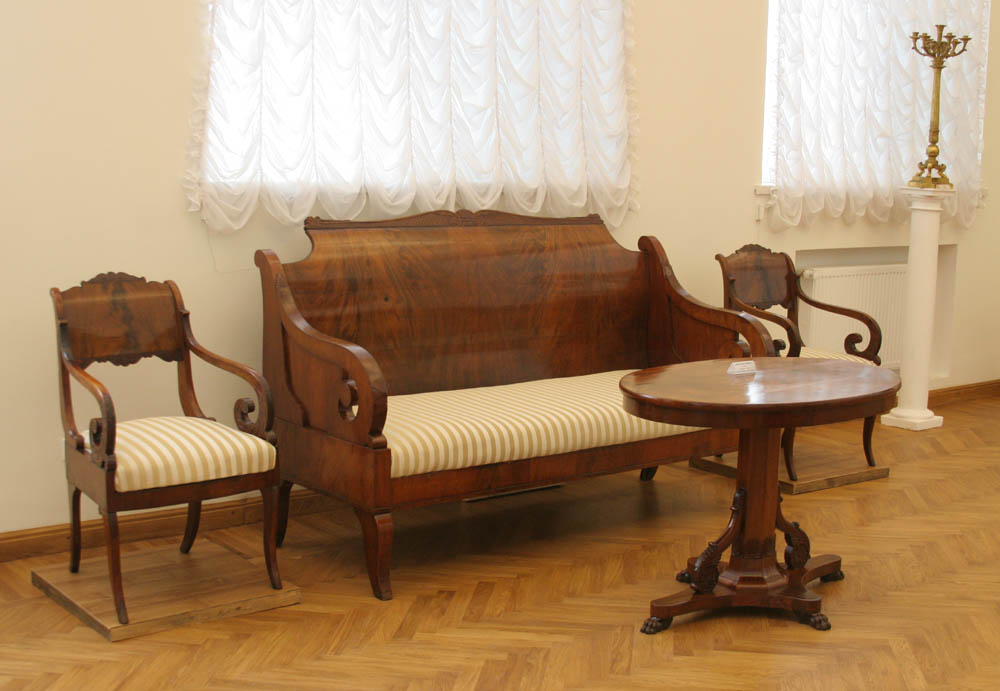
Меблі доби пізнього класицизму в музеї.

Збірки музею отримали значні надходження завдяки вивозу майна і колекцій з пограбованих і націоналізованих садиб провінційного дворянства і небагатьох капіталістичних ділків. Картини і рідкісні книги, скульптура і меблі, порцеляна і вироби з срібла і бронзи зосереджували як в небагатьох музеях, так і в Державному музейному фонді, головним завданням якого став швидкий продаж творів мистецтва за кордоном. Але дещо перепало і Саратовському художньому музею. Працівники музею вивезли декілька скульптур з пошкодженої пожежею і недбалістю людей садиби Зубриловка князів Голіциних («Амур», «Скорботний геній смерти»). «Амур», вивезений з садиби Голіциних, прикрасив парадні сходи музею.
Передали сюди і частку творів радянських митців, що працювали в стилістиці соціалістичного реалізму (П. Котов, «Червоне Сормово», художниця О. Д. Яновська, «Театральна ложа для ударників праці», 1937, Г. Горелов «Повстання Івана Болотникова», 1944, скульптор Олександр Кібальников, «Погруддя Миколи Чернишевського», 1946 р. та ін.)

## Відділ скульптур
Як і в більшості провінційних музеїв, збірка скульптур закладу небагата і створена з випадкових речей. Серед них врятовані скульптури невідомих італійських митців 19 ст, вивезені з дворянських садиб («Амур», «Скорботний геній смерти»), твори радянських скульпторів, серед яких роботи Сергія Коньонкова (1874–1971) та Анни Голубкіної (1864–1927). До найдавніших творів належить дерев'яна скульптурна група з умовною назвою «Скуті городяни» (невідомий майстер 16 ст., Німеччина). В західноєвропейському відділі музею демонструють також рідкісний твір скульптора 19 ст. з Бельгії «Шахтар» (Меньє Константен Еміль).

## Західноєвропейські митці в збірках
Серед західноєвропейських шкіл найбільш повно в музейній колекції представлені твори митців Голландії 17 століття. Картини голландських художників переважали в російських мистецьких збірках і конкурували лише з творами французьких митців, мода на які не мала спадів в Російській імперії. Значна кількість картин голландських художників обумовлена і їх невеликою ціною в 19 ст., і передачею з кладових Імператорського Ермітажу. Тому в збірках Саратовського художнього музею практично не зустрічаються великі імена і нема картин Франса Галса, талановитих учнів Рембрандта, утрехтських караваджистів тощо. Мистецьку якість збірки не покращили навіть випадково отримані музеєм «Поклоніння пастухів» (Матіас Стомер) чи копія твору П. П. Рубенса «Два янголи».
Саратовська збірка поступається в мистецькій якості колекціям Львівської національної галереї мистецтв чи колекціям Історико-художнього музею міста Серпухов. Серед нідерландських і суто голландських митців представлені
- Якоб Дюк (1600–1660)
- Карель Дюжарден (1622–1678)
- Філіп Вауверман (1619–1668)
- Ян Брейгель молодший (1601–1678)
- Йоган Лінгельбах (1622–1674)
- Теодор Ромбоутс (1597–1637)
- Ян Куленбір (бл. 1600—бл. 1677)
- Герард Сегерс (1589–1638)
- Корнеліс Гюйсманс
- Мельхіор де Гондекутер (1637–1695)
- Отто Марсеус ван Скрик (1619–1678)
- Жак ван Дінен
- Арнольд Вербюйс
- Ремігіус Адріан Ганен
- Петрус Герард Ветрин
- Давід Тенірс молодший (1610–1690)

Авторитет галереї підтримують поодинокі твори італійських митців (Джорджо Вазарі«Апофеоз Вакха», Джованні Бенедетто Кастільйоне, «Бог в дні творіння», Сальватор Роза, «Пейзаж з подорожніми», Якопо Бассано) та пейзажисти Франції 19 століття (Шарль Добіньї «Містечко на річці Сена», Каміль Коро«Дощовий день», Адольф Монтічеллі «Околиця Парижа», Ежен Сісері «Дворик в Нормандії»).

## Експозиції російського мистецтва

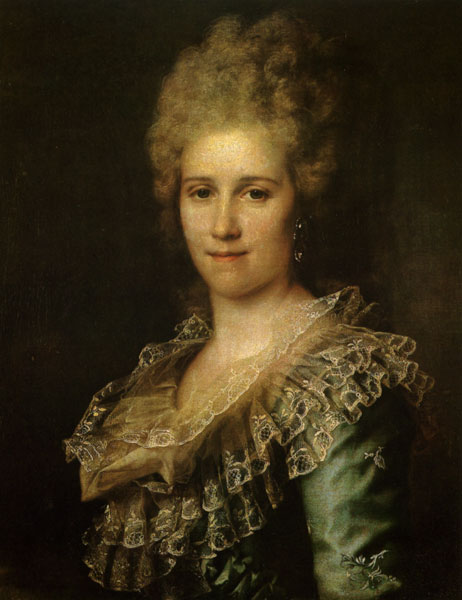
Левицький Дмитро Григорович, «Портрета невідомої пані»

До найдавніших творів російського середньовіччя відносяться ікони. Саратовський художній музей має декілька зразків, датованих 15—17 століттями. Серед них —
- «Св. Миколай і обрані святі», 15 ст.
- «Св. Георгій змієборець і обрані святі», 16 ст.
- дерев'яні «Царські врата», 16 ст.
- «Собор Архангела Михаїла», 16 ст.
- копія «Тихвинська Богоматір», 16 ст.
- «Пророк Захарія», 16 ст.
- «Богородиця Неопалима купіна», 17 ст.

Доба жорстоких реформ і болісних зрушень в суспільному житті Російській імперії 18 століття відбилась в секуляризації культури, послаблені позицій православної церкви, зміцненні і розвитку портретного жанру. Портретний жанр, переважно другої половини 18 ст., в Саратовському художньому музеї представляють численні твори багатьох російських художників, серед яких Федір Рокотов, Левицький Дмитро Григорович, Боровиковський Володимир Лукич. Мистецькі якості «Портрета невідомої пані» пензля Дмитра Левицького наближають його до найкращих зразків доби і сперечаються в майстерності з ефектними творами закордонних майстрів на кшталт Томаса Гейнсборо чи Джошуа Рейнольдса, творів яких в музеї нема. Портретні твори доповнюють тогочасні меблі та поодинокий пейзажний твір 18 ст. «Краєвид в Тавриді» художника В. І. Петрова. До офіційних портретів доби належать твори Стефано Тореллі та два портрети пензля австрійця Йогана Баптиста Лампі (1751–1830), («Портрет імператриці Катерини II», «Портрет Платона Зубова»).

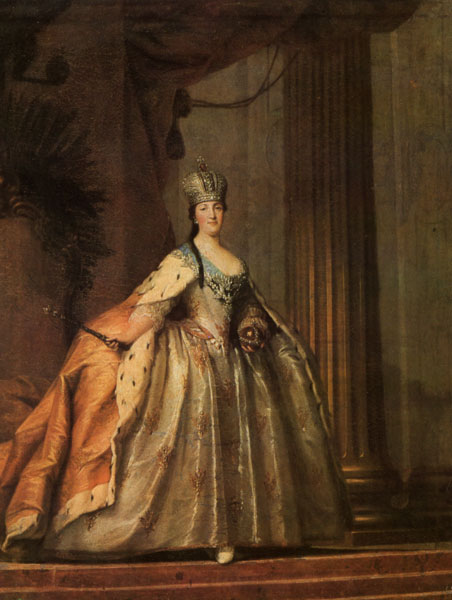
Стефано Тореллі, «Імператриця Катерина II», до 1770 р.
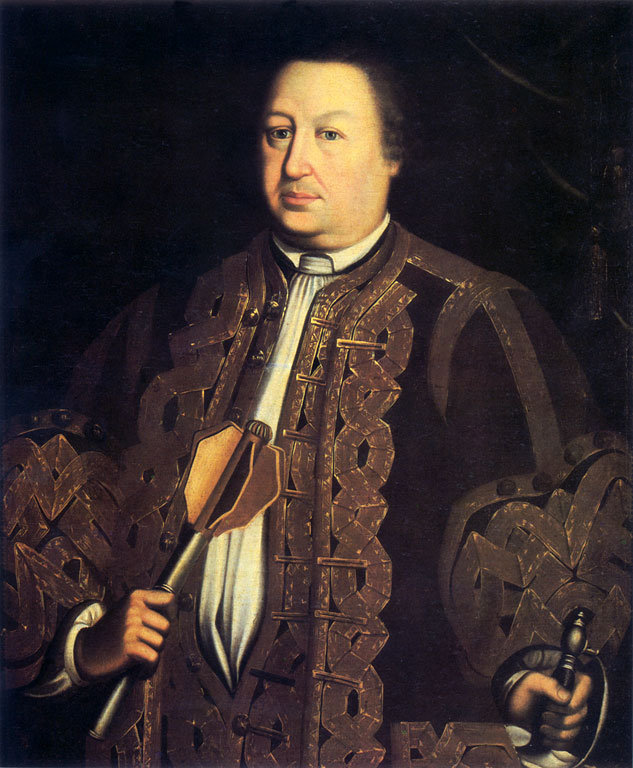
Афанасій Радищев, дід письменника Олександра Радищева, бл 1734 р.
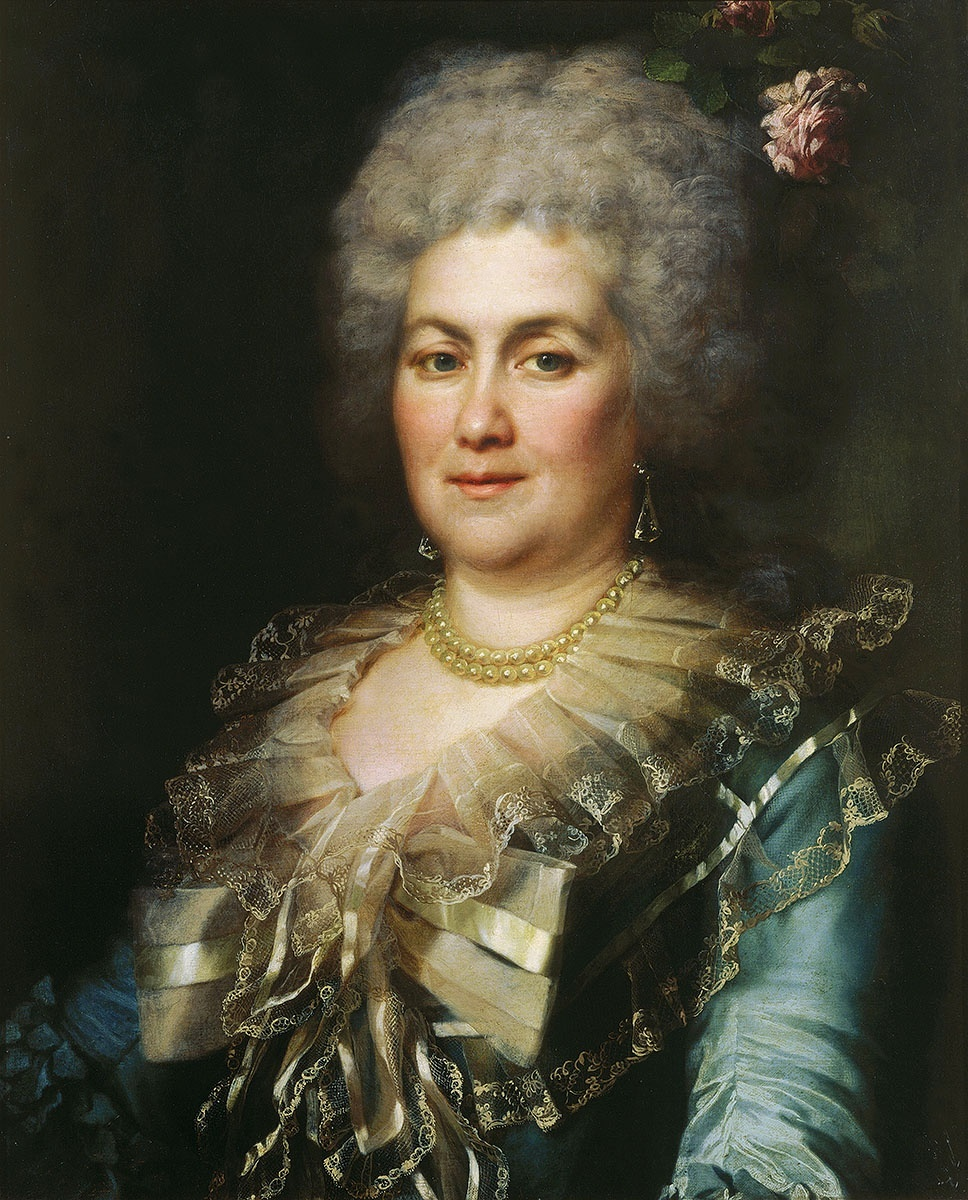
Левицький Дмитро Григорович, «Пані Губарєва», 1789 р.
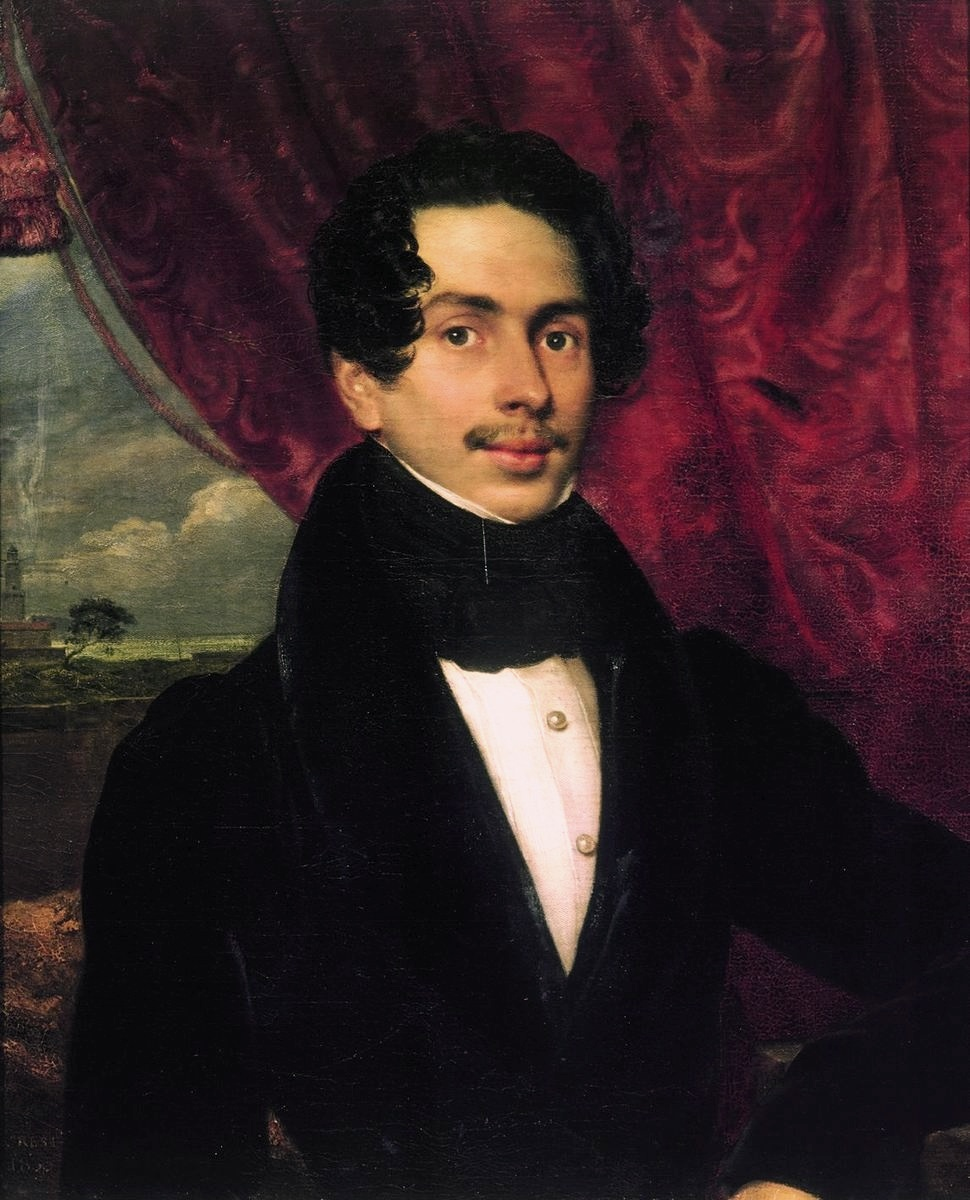
Орест Кіпренський, «Портрет князя Ф. Голіцина», 1833 р.
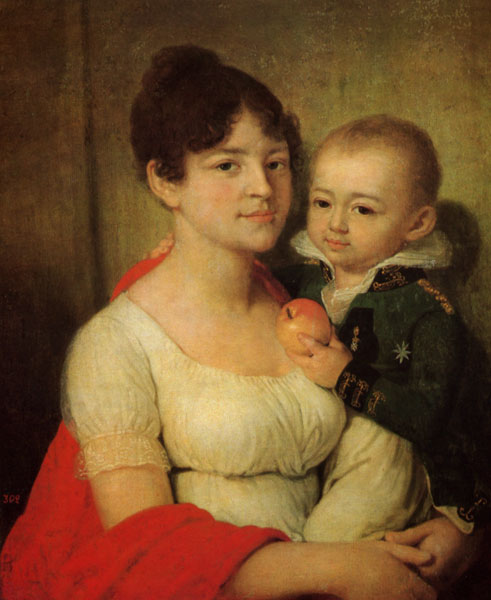
Боровиковський В. Л. «Невідома пані з дитиною»

Добу російського романтизму першої половини 19 ст. репрезентують твори Карла Брюллова («Портрет Бека») та «Портрет князя Ф. Голіцина» пензля Ореста Кіпренського. В останньому поданий молодий князь із зачіскою, наче підхопленою вітром і з романтичною вежею та розкішною завісою на тлі. Найкращі традиції портретного жанру на новому етапі продовжив Рєпін Ілля Юхимович («Донька Надя в дитинстві», «Портрет міністра А. Столипіна»). Музей має декілька картин передвижників, але це за малими винятками другорядні твори (Перов Василь Григорович, Л. Соломаткін та ін.) В колекції пейзажів 19 століття твори Василя Полєнова, Левітана, Валентина Сєрова, самого Олексія Боголюбова, митців товриства Світ мистецтва. Колорисичні скарби російського живопису 19 ст. підтримують «Портрет П. Щербатової» (Худ. Суриков Василь Іванович) та «За приворотним зіллям» (Худ. Нестеров Михайло Васильович). Почесне місце в експозиції посіли твори місцевого генія — Віктора Борисова-Мусатова («Осінній мотив»).

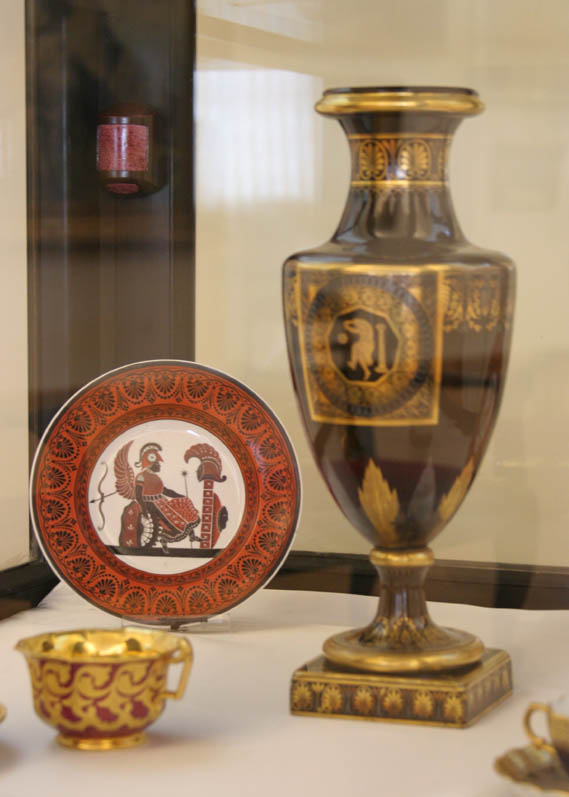
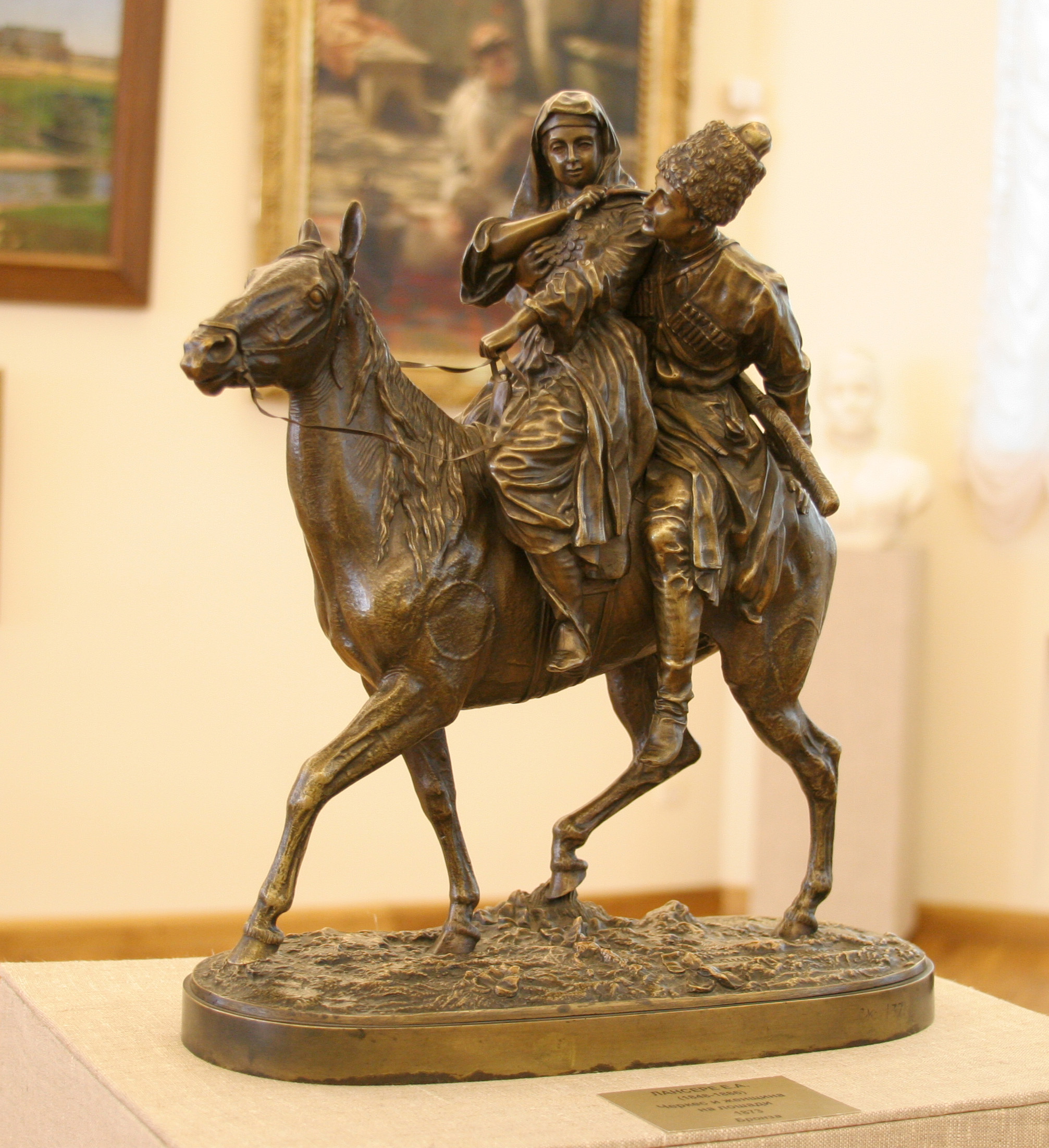
Лансере Євген Євгенович, «Черкес зжінкою верхи»
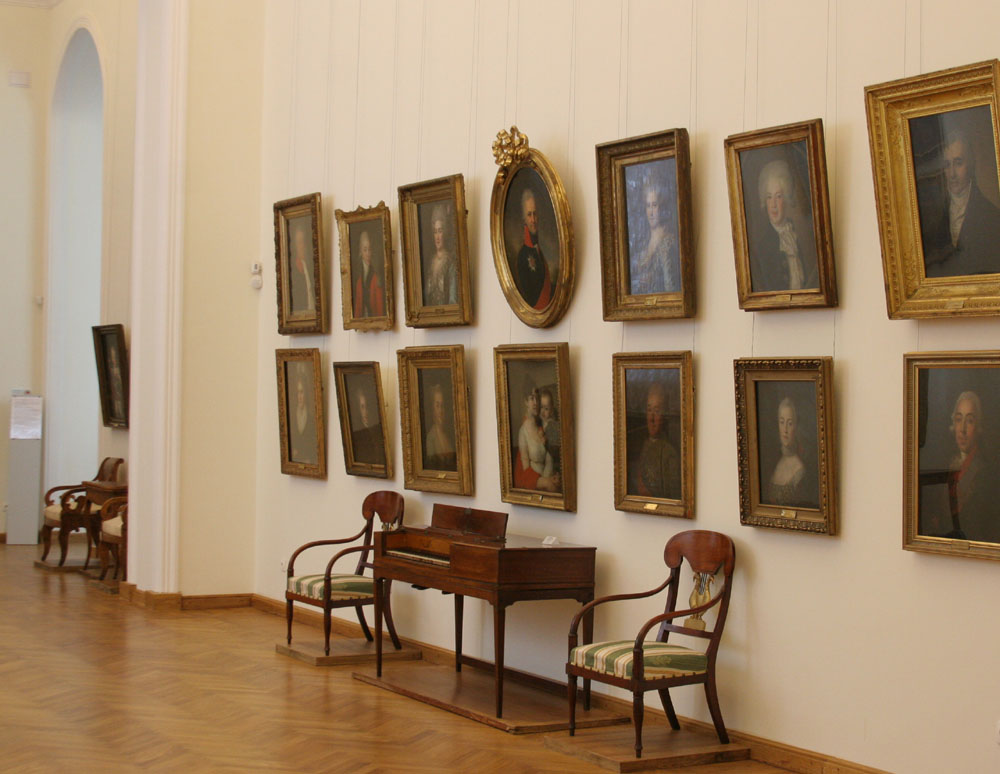
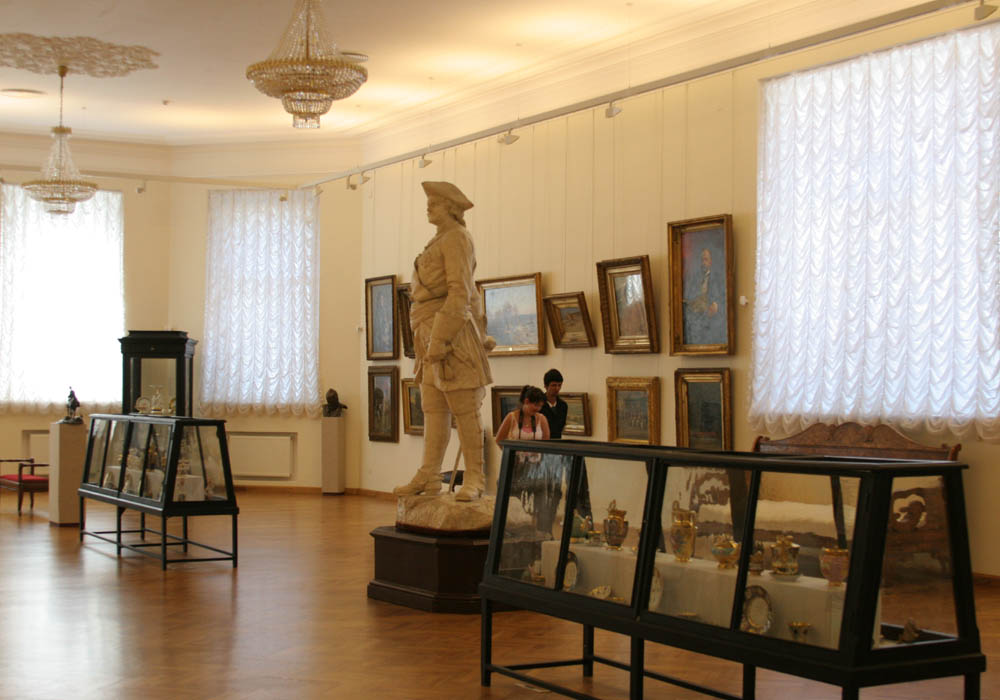
Зали музею.